# Piper zacatense
Piper zacatense C.DC. – gatunek rośliny z rodziny pieprzowatych (Piperaceae C. Agardh). Występuje naturalnie w Nikaragui oraz Kostaryce. 

## Morfologia
PokrójZimozielony krzew dorastający do 1–2 m wysokości.
LiścieBlaszka liściowa ma eliptycznie owalny kształt. Mierzy 14–22 cm długości oraz 6,5–9 cm szerokości, ma klinową nasadę i spiczasty wierzchołek. Ogonek liściowy jest nagi i dorasta do 12–20 mm długości.
KwiatyZebrane w kłosy o długości 4–7 cm, rozwijają się w kątach pędów. Kwiaty są siedzące, mają białą lub żółtą barwę.
OwoceJagody o owalnym kształcie. Osiągają 1 mm średnicy.

## Biologia i ekologia
Rośnie w wilgotnych wiecznie zielonych lasach. Występuje na wysokości do 800 m n.p.m.